# Список серий «Наруто: Ураганные хроники» (сезоны 13—16)
Здесь представлен список серий аниме-телесериала Наруто: Ураганные хроники, их краткое содержание, даты выхода на родине, а также главы манги, по которым они сняты.

## Список серий

### Сезон 13: Четвёртая великая война ниндзя (2012—2013)

#### Кармические встречи
| # | №   | Заглавие                                                                                                | Экранизированные главы манги | Трансляция в Японии  |
| --- | --- | --- | ---------------------------- | -------------------- |
| 481 | 261 | За моего друга! «Томо-но Тамэ ни» (友のために)                                                          | 516                          | 3 мая 2012 года      |
| В армии Союзных Сил начинается конфликт: несмотря на единство всех перед лицом опасности, у синоби из разных деревень остаётся неприязнь друг к другу. Гаара произносит пламенную речь, краткий смысл которой состоит в следующем — им следует забыть прошлое, ведь в прошлом он сам был машиной для убийств, но его спас Наруто, которому сейчас грозит гибель, и которого необходимо защитить. Синоби различных стран вдохновляются речью, просят друг у друга прощения и вместе выдвигаются на войну. Тоби и Кабуто начинают действовать. |     | |                              |                      |
| 482 | 262 | Война начинается! «Кайсэн!» (開戦！)                                                                    | 517—518                      | 10 мая 2012 года     |
| Отряд Канкуро встречается с диверсионным отрядом, в состав которого входят Сасори, Дэйдара и другие воскрешённые синоби. Начинается битва. 1-й отряд отделяется от 4-го и идёт по своему пути, а тем временем Сай сталкивается со своим названным братом Сином, с которым ему придётся сразиться. |     | |                              |                      |
| 483 | 263 | Сай и Син «Сай то Син» (サイとシン)                                                                     | 518—519                      | 17 мая 2012 года     |
| Сай вспоминает о том, как он и Син были братьями. Отряд Канкуро побеждает Сасори и Сина, а Дэйдару захватывают в плен. |     | |                              |                      |
| 484 | 264 | Секрет техники Эдо Тэнсэй «Эдо Тэнсэй-но Химицу» (穢土転生の秘密)                                       | 519—521                      | 24 мая 2012 года     |
| Тоби приказывает Кабуто рассказать ему всю правду об Эдо Тэнсэй, и тот рассказывает. Наруто с помощью Киллера Би начинает тренировку своих новых способностей. |     | |                              |                      |
| 485 | 265 | Старые противники возвращаются! «Сюкутэки то-но Сайкай» (宿敵との再会)                                  | 521—522                      | 31 мая 2012 года     |
| Полк Какаси вступает в бой с ниндзя, в числе которых состоят Хаку, Дзабудза Момоти, Гари и Пакура. В самый разгар боя с помощью Эдо Тэнсэй призывается последнее поколение Семи мечников Тумана. |     | |                              |                      |
| 486 | 266 | Первый противник, последний противник «Сайсё-но Тэки, Сайго-но Тэки» (最初の敵、最後の敵)               | 522—524                      | 7 июня 2012 года     |
| Суйгэцу и Дзюго выбираются из тюрьмы. Полк Какаси продолжает сражение с воскрешёнными синоби. Хаку и Дзабудзу удаётся победить. Второй отряд продолжает сражение с клонами Дзэцу. Один из таких клонов копирует чакру Нэдзи. Четвёртый отряд сталкивается со Вторым Цутикагэ Му. |     | |                              |                      |
| 487 | 267 | Гениальный стратег Деревни, Скрытой в Листве «Коноха-но Тэнсай Гунси» (木ノ葉の天才軍師)                | 525                          | 21 июня 2012 года    |
| Сикаку Нара предлагает мудрый план противостояния армии мертвецов Эдо Тэнсэй. Полк Даруи готовится принять бой против Какудзу, Асумы, Хидзаси, Дана и братьев Кинкаку и Гинкаку. Гаара готовится вступить в бой против четвёрки воскресших Кагэ: его отец, Четвёртый Кадзэкагэ, замечает его. Кицути и его дивизия продолжают сражения против Дзэцу. |     | |                              |                      |
| 488 | 268 | Поле боя!! «Сорэдзорэ-но Гэкисэн!!» (それぞれの激戦！！)                                                | 525—526                      | 28 июня 2012 года    |
| Чёрный Дзэцу готовится к нападению на укрытие даймё. Ооноки и Гаара решают вступить в бой против воскресших Кагэ. Отряд Мифунэ пересекается с Хандзо, Тиё, Кимимаро и Тюкити. Даруи начинает бой против Кинкаку и Гинкаку. Дан, Асума, Какудзу и армия Дзэцу атакует берег, охраняемый Первой дивизией. Хидзаси сражается против своего брата. Мэй и Тёдзиро транспортируют даймё. |     | |                              |                      |
| 489 | 269 | Запретное слово «Эну Дзи: Ва:до» (NGワード)                                                             | 527—528                      | 5 июля 2012 года     |
| Даруи вступает в бой против братьев Кинкаку и Гинкаку. Во время боя братья, используя сокровища Рикудо Сэннина, запечатывают подчинённых Даруи: Самуи и Ацуи. Даруи вводит братьев в заблуждение и запечатывает Гинкаку. Разъярённый Кинкаку использует чакру Девятихвостого и атакует Даруи. |     | |                              |                      |
| 490 | 270 | Золотые узы «Кондзики-но Кидзуна» (金色の絆)                                                            | 529—530                      | 19 июля 2012 года    |
| Наруто продолжает изучать Бомбу хвостатого (яп. 尾獣玉 Бидзю:дама, Шар хвостатого зверя) при помощи Киллера Би, но во время тренировки Наруто чувствует чакру Девятихвостого в Кинкаку. Ино, Сикамару и Тёдзи помогают Даруи запечатать Кинкаку с помощью Янтарного кувшина очищения. После этого они готовятся вступить в бой против Асумы и Какудзу. |     | |                              |                      |
| 491 | 271 | В честь выпуска фильма! Путь Сакуры «Эйга Ко:кай Кинэн! Ро:до ту Сакура» (映画公開記念！ROAD TO SAKURA) | Нет (филлер)                 | 26 июля 2012 года    |
| Серия, посвящённая выходу в прокат 9-го по счёту анимационного фильма «Наруто», «Наруто: Путь ниндзя». |     | |                              |                      |
| 492 | 272 | Мифунэ против Хандзо «Мифунэ VS Хандзо:» (ミフネVS半蔵)                                                 | 530—532                      | 2 августа 2012 года  |
| Мифунэ начинает сражение с Хандзо, а Кимимаро и Тиё — против самураев. После долгих воспоминаний о старом сражении с Мифунэ Хандзо сдаётся, и его запечатывают. |     | |                              |                      |
| 493 | 273 | Истинное добродушие «Хонто:-но Ясасиса» (本当の優しさ)                                                  | 530—533                      | 9 августа 2012 года  |
| Сикамару, Ино и Тёдзи начинают сражение с Асумой. Тёдзи готовится перейти на новый уровень. |     | |                              |                      |
| 494 | 274 | Прощайте, Ино-Сика-Тё!! «Кампэки на Иносикатё:!!» (完璧な猪鹿蝶！！)                                    | 533—534                      | 9 августа 2012 года  |
| Сикамару, Ино и Тёдзи побеждают Асуму. |     | |                              |                      |
| 495 | 275 | Письмо от всего сердца «Кокоро-но Нака-но Тэгами» (心の中の手紙)                                        | 534—536                      | 16 августа 2012 года |
| Наруто догадывается, что от него что-то скрывают, и сбегает с тренировок. Его останавливает отряд во главе с Сиби — отцом Сино. Сбежав от них, Наруто замечает письмо от учителя Ируки, скрытое в своей налобной повязке. Киллер Би даёт Ируке обещание, что будет защищать Наруто до конца, и отправляется вслед за ним. Вместе они пробивают барьер и покидают остров. |     | |                              |                      |

#### Семь синоби-мечников
| # | №   | Заглавие | Экранизированные главы манги | Трансляция в Японии   |
| --- | --- | --- | ---------------------------- | --------------------- |
| 496 | 276 | Атака Гэдо Мадзо «Гэдо: Мадзо:-но Сю:рай» (外道魔像の襲来)                                                                       | 536—537                      | 23 августа 2012 года  |
| Наруто и Би продолжают движение; Четвёртый Райкагэ и Цунадэ выдвигаются навстречу, чтобы остановить их. Тоби вступает в бой с объединёнными силами синоби и призывает гигантскую статую — контейнер для чакры захваченных бидзю. Используя силу этого голема, ему удаётся похитить Янтарный Кувшин Очищения и Кровавую Тыкву, после чего Тоби отступает. Кабуто частично отменяет Эдо Тэнсэй. |     | |                              |                       |
| 497 | 277 | Знак соглашения «Вакай-но Ин» (和解の印)                                                                                         | 538—539                      | 30 августа 2012 года  |
| Девятихвостый Лис пытается уговорить Наруто работать вместе, чтобы Удзумаки отдал своё тело Лису. Кюби не удаётся потушить веру Наруто. Герой Конохи продолжает идти дальше. |     | |                              |                       |
| 498 | 278 | Цель — ниндзя-медик «Нэраварэта Ирё: Ниндзя» (狙われた医療忍者)                                                                  | 539—540                      | 6 сентября 2012 года  |
| В медицинском лагере армии синоби начинаются загадочные убийства. Нэдзи Хюга падает от усталости на посту, его отправляют в лагерь медиков. Оказывается, что до медицинского отряда добрался не настоящий Нэдзи, а клон Дзэцу, скопировавший его облик по поглощённой чакре. Сакура раскрывает обман и сообщает о новом враге. Штаб-квартира войск регистрирует убийства в разных частях армии. В лесу вдали от поля боя появляются воскрешённые Итати и Нагато.                                                |     | |                              |                       |
| 499 | 279 | Ловушка Белого Дзэцу «Сиро Дзэцу-но Тораппу» (白ゼツの罠)                                                                        | Нет (филлер)                 | 13 сентября 2012 года |
| Киба, Сино и Хината находят убежище Белого Дзэцу. К ним на помощь приходят два синоби из запечатывающего отряда, после чего оказывается, что в убежище находятся взрывные свитки. После взрыва два синоби гибнут и троица выясняет, что один из их группы является точной копией, созданной Белым Дзэцу. |     | |                              |                       |
| 500 | 280 | Эстетика творца «Гэйдзюцука-но Бигаку» (芸術家の美学)                                                                            | Нет (филлер)                 | 20 сентября 2012 года |
| Благодаря Белому Дзэцу, Дэйдара смог сломать печать и вырваться на свободу. Его цель — убить Саскэ, использовав Супер Совершенное Оружие. Часть Пятой Дивизии, во главе с Мифунэ, пришедшие на помощь диверсионному отряду, должны снова запечатать Дэйдару. |     | |                              |                       |
| 501 | 281 | Объединённые материнские войска!! «Ка:-тян Рэнго:гун!!» (母ちゃん連合軍！！)                                                     | Нет (филлер)                 | 27 сентября 2012 года |
| Серия повествует о том, что творится в Конохе во время войны. Когда все воюют (в основном молодые мужчины), в деревне остаются женщины и гэнины. Был создан совет объединённых мам (жёны ниндзя). Конохамару очень хочет помочь деревне, защитить её и поэтому очень зол, что его не взяли на войну. Однако он понимает, что защищать деревню от мародёров тоже важно. И вот такой момент настал — на деревню нападают сумоисты, но мамы дают им достойный отпор, а Конохомару добивает их, используя Расэнган. |     | |                              |                       |
| 502 | 282 | Скрытая история: Секрет рождения совершенной команды!! «Хива — Сайкё: Таггу!!» (秘話・最強タッグ！！)                            | 540—543                      | 4 октября 2012 года   |
| Путь Наруто и Би преграждают Райкагэ и Цунадэ. Райкагэ решает убить Наруто, чтобы тот не попал в руки врага. В последний момент Би спасает Наруто. Райкагэ вспоминает то, как начиналось их партнёрство с Би, историю запечатывания в нём Восьмихвостого и их встречу с Минато на поле боя. |     | |                              |                       |
| 503 | 283 | Два солнца!! «Футацу-но Тайё:!!» (二つの太陽！！)                                                                                | 543—544                      | 11 октября 2012 года  |
| Цунадэ встаёт на сторону Наруто и Би. Наруто, как и его отец, единственный, кто смог увернуться от атаки Райкагэ. Райкагэ понимает, что только Наруто сможет решить исход войны, и отпускает его на поле боя. Тем временем, Тоби модифицировал тела бывших дзинтюрики. Теперь они новые Шесть Путей Пэйна, с теми же глазами, что и у Тоби. |     | |                              |                       |
| 504 | 284 | Сокрушитель шлемов! Дзинин Акэбино «Кабутовари! Акэбино Дзинин» (兜割！通草野餌人)                                               | Нет (филлер)                 | 18 октября 2012 года  |
| Отряд Какаси продолжает битву с Семью мечниками Тумана. На них нападает Дзинин Акэбино и Гари. Запечатывающей команды нет поблизости, поэтому Сай должен освоить сложную технику запечатывания, которой его обучали в Корне. |     | |                              |                       |
| 505 | 285 | Обладательница Стихии Жара! Пакура из Деревни, Скрытой в Песках «Сякутон Цукай! Сунагакурэ-но Пакура» (灼遁使い！砂隠れのパクラ) | Нет (филлер)                 | 25 октября 2012 года  |
| В прошлом Пакура была героем своей деревни. Чтобы сгладить разгоравшийся конфликт с Деревней, Скрытой в Тумане, Деревня, Скрытая в Песках пожертвовала Пакурой. Она хочет отомстить Деревне, Скрытой в Тумане, но встреча со своей бывшей ученицей поворачивает всё вспять. |     | |                              |                       |
| 506 | 286 | Вещи, которые нельзя вернуть назад «Торимодосэнай Моно» (取り戻せないもの)                                                       | Нет (филлер)                 | 1 ноября 2012 года    |
| Серия переносит нас в прошлое, когда Цунадэ была заядлым игроком. Райкагэ оказался на миссии близ города, где находилась Цунадэ. Во время выполнения миссии, Райкагэ со своими подчинёнными оказались под действием техники врага. Один из его подчинённых погиб, а другой оказался в предсмертном состоянии. Вылечить его под силу только Цунадэ. |     | |                              |                       |
| 507 | 287 | На что поставить пари?! «Какэру ни Атайсуру Моно» (賭けるに値する者)                                                             | Нет (филлер)                 | 1 ноября 2012 года    |
| Райкагэ раскрывает подробности миссии, после чего Цунадэ смогла понять суть техники врага. Оказывается, Райкагэ тоже был поражён техникой. Сидзунэ принимается за лечение и объясняет причины, по которым вместо Цунадэ лечение начала она. |     | |                              |                       |
| 508 | 288 | Угроза! Комбо Дзинпати и Кусимару!! «Кё:й, Дзимпати — Кусимару Комби!!» (脅威、甚八・串丸コンビ！！)                             | Нет (филлер)                 | 8 ноября 2012 года    |
| На Какаси напали два Мечника Тумана, уничтожившие до этого множество синоби и ранившие Ран. Отряды были рассредоточены, поэтому Какаси вступил в бой с двумя противниками один. На помощь ему приходит Гай. |     | |                              |                       |
| 509 | 289 | Меч молнии!! Амэюри Ринго «Райкэн!! Ринго Амэюри» (雷刀！！林檎雨由利)                                                           | Нет (филлер)                 | 15 ноября 2012 года   |
| В этой серии на отряд Юруи нападает одна из Семи великих мечников — Амэюри Ринго. Молнии, испускаемые Амэюри были замечены Какаси и Гаем. Они поспешили на помощь. |     | |                              |                       |

#### Спецпроект в честь выпуска свыше 500 серий аниме: «Сила»
| # | №   | Заглавие                                                                                 | Экранизированные главы манги | Трансляция в Японии  |
| --- | --- | ---------------------------------------------------------------------------------------- | ---------------------------- | -------------------- |
| 510 | 290 | «Сила» — 1 серия «„Тикара“ эписо:до 1» (「力-Chikara-」episode1)                         | Нет (филлер)                 | 22 ноября 2012 года  |
| Серия показывает события, произошедшие до войны. Наруто, Сакура, Сай и Ямато отправились на миссию в деревню, граничащую со Страной Огня. В итоге выяснилось, что за событиями, произошедшими в деревне, стоит Кабуто, который в это время осваивал Эдо Тэнсэй. |     |                                                                                          |                              |                      |
| 511 | 291 | «Сила» — 2 серия «„Тикара“ эписо:до 2» (「力-Chikara-」episode2)                         | Нет (филлер)                 | 29 ноября 2012 года  |
| Кабуто сбегает, а Наруто, Сакура, Сай и Ямато, собираются организовать погоню за ним, но перед этим отправляются в соседнюю деревню и узнают о сокровище, за которым охотится Кабуто. |     |                                                                                          |                              |                      |
| 512 | 292 | «Сила» — 3 серия «„Тикара“ эписо:до 3» (「力-Chikara-」episode3)                         | Нет (филлер)                 | 6 декабря 2012 года  |
| Отступление Кабуто было диверсией, и сам он выжидал удобного момента, чтобы напасть на Наруто. Змеи, которыми его отравил Кабуто, поглощали чакру Девятихвостого. Благодаря Мине, Наруто освободился, но змеи поглотили достаточно чакры и вместе превратились в неполноценную форму Девятихвостого с 4 хвостами. |     |                                                                                          |                              |                      |
| 513 | 293 | «Сила» — 4 серия «„Тикара“ эписо:до 4» (「力-Chikara-」episode4)                         | Нет (филлер)                 | 13 декабря 2012 года |
| Девятихвостый начал разрушать город. Пока Ямато и другие синоби спасают местных жителей, Кабуто дожидается удобного момента и похищает Наруто. |     |                                                                                          |                              |                      |
| 514 | 294 | «Сила» — 5 серия «„Тикара“ эписо:до 5» (「力-Chikara-」episode5)                         | Нет (филлер)                 | 20 декабря 2012 года |
| Дети спасли своего учителя, отдав последние два «звука», которых не хватало для активации «Щебета». Наруто освободился, но «Щебет» был активирован. Ямато, Какаси и другие синоби вступили в схватку с Кабуто, а Наруто бился с Девятихвостым. Девятихвостый провалился в «Щебет» и получил огромную силу. |     |                                                                                          |                              |                      |
| 515 | 295 | «Сила» — заключительная серия «„Тикара“ эписо:до Файнару» (「力-Chikara-」episode Final) | Нет (филлер)                 | 10 января 2013 года  |
| Наруто пытается противостоять симбиоту, используя Расэнсюрикэн, однако его попытка обращается провалом. Наруто получает силу от Девятихвостого и пытается контролировать её. Сначала чакра Лиса достаточно стабильна, но затем Наруто временно теряет контроль и восстанавливает снова. Земля вокруг «Щебета» разрушается, Наруто одолевает демона, который рассыпается в прах — змеи-симбиоты слишком быстро состарились. Докку и Сисэру останавливают действие «Щебета» и признаются друг другу в любви. Кабуто отменяет свою технику и сбегает. |     |                                                                                          |                              |                      |

### Сезон 14: Четвёртая великая война ниндзя: Враги из загробного мира (2013)
| # | №   | Заглавие | Экранизированные главы манги | Трансляция в Японии  |
| --- | --- | --- | ---------------------------- | -------------------- |
| 516 | 296 | Наруто присоединяется к войне!! «Наруто, Сансэн!!» (ナルト、参戦！！)                                          | филлер + 544—546             | 17 января 2013 года  |
| Кагэ пропускают Наруто и Би, и те готовы вступить в бой. Сакура и Сидзунэ проводят вскрытие Дзэцу и понимают, что его ДНК идентично ДНК Первого Хокагэ и Ямато. А тем временем воскресшие Кагэ наступают на отряд Гаары. Отец Гаары замечает его и спрашивает, где находится Сюкаку. Гаара говорит, что Сюкаку уже давно нет, и сам он уже не тот дзинтюрики, которого он создал. |     | |                              |                      |
| 517 | 297 | Чувства отца, любовь матери «Тити-но Омой, Хаха-но Ай» (父の想い、母の愛)                                      | 547—548                      | 24 января 2013 года  |
| В первой битве четвёртого отряда с четырьмя Кагэ Гаара побеждает Четвёртого Кадзэкагэ — своего отца, способного управлять золотым песком. Гаара узнаёт правду о своём прошлом. |     | |                              |                      |
| 518 | 298 | Они наконец встретились!! Наруто против Итати «Цуйни Сэссёку!! Наруто VS Итати» (ついに接触！！ナルトVSイタチ) | 548—550                      | 31 января 2013 года  |
| Итати и Нагато встречают Наруто и Би, и они понимают, как Наруто изменился после их смерти. Они не управляют собой и атакуют, предупреждая дзинтюрики о своих атаках. Итати спрашивает у Наруто, что случилось с Саскэ, а тот отвечает, что он хочет разрушить Коноху и отомстить за клан Утиха, не разделяя интересов Итати. Нагато использует технику призыва и начинает принимать свой прежний облик. Итати, благодаря мангэкё сярингану и сярингану Сисуя Утихи, освобождается от техники Эдо Тэнсэй и действует самостоятельно. Один из призывов Нагато — большая двухголовая собака. От ударов она только получает силу, это видно с того, что у неё растут дополнительные головы. Но Итати благодаря Аматэрасу удаётся победить собаку. Нагато использует способность Мира Ада и перед Наруто с Би появляется статуя, которую в прошлом Пэйн использовал против Эбису. Конохамару тогда удалось защитить Эбису и победить тело Пэйна с помощью Расэнгана. Нагато берёт Наруто и Би в плен и хочет извлечь из них души с помощью этой статуи. Но в этот раз Наруто и Би не могут пошевелиться, так же использовать любые техники. |     | |                              |                      |
| 519 | 299 | Те, кого признали «Митомэрарэси Моно» (認められし者)                                                           | 551—552                      | 7 февраля 2013 года  |
| В последний момент Итати спасает Наруто и Би с помощью Сусаноо. Нагато использует одну из своих самых мощных техник — Тибаку Тэнсэй. Наруто, Итати и Би использовали свои сильнейшие дальние техники: Наруто — Расэнсюрикэн, Итати — Ясака но Магатама, Би — Бомбу Хвостатого, и дзюцу Нагато перестало действовать. Итати протыкает Нагато мечом Тоцука и запечатывает его. Он решает самостоятельно противостоять Эдо Тэнсэй, а Наруто и Би поручает разобраться с Тоби. |     | |                              |                      |
| 520 | 300 | Мидзукагэ, гигантский моллюск и миражи «Мидзукагэ то О:хамагури то Синкиро:» (水影と蜃と蜃気楼)                | 552—553, 556                 | 14 февраля 2013 года |
| Воскрешённые Кагэ начинают атаковать отряд. Благодаря клону Наруто, Второй Цутикагэ был запечатан. Четвёртый отряд, Гаара и Ооноки начинают битву против Второго Мидзукагэ. Второй Мидзукагэ Монуми призывает гигантского моллюска Охамагури, который мог создавать иллюзии. Третьему Цутикагэ удаётся победить моллюска, а Мидзукагэ готов использовать новую технику. Тем временем клон Наруто направляется к отряду во главе с Тэмари, чтобы одолеть Третьего Райкагэ. |     | |                              |                      |
| 521 | 301 | Противоречие «Мудзюн» (矛盾)                                                                                   | 553—555                      | 21 февраля 2013 года |
| Третий Райкагэ оказался непобедим для синоби Стихии Ветра, возглавляемых Тэмари. Им на помощь приходит клон Наруто. К нему присоединяется Додаи, синоби-связист, использующий Стихию Резины. Через Додая Наруто связывается с Восьмихвостым, чтобы узнать откуда у Райкагэ шрам на груди. Благодаря Восьмихвостому Наруто понимает, что его защиту можно пробить лишь собственной атакой Третьего Райкагэ — сильнейшим ниндзюцу «Четыре пальца адской руки». Третьего Райкагэ удаётся запечатать. |     | |                              |                      |
| 522 | 302 | Страх! Паровой тиран «Кё:фу — Дзё:ки Бо:й» (恐怖・蒸危暴威)                                                    | 556—558 + филлер             | 28 февраля 2013 года |
| Из-за техники «Паровой тиран» Гааре не удаётся с первой попытки запечатать Второго Мидзукагэ. С помощью золотого песка своего отца Гааре удаётся противостоять Мидзукагэ. Монуми удаётся запечатать, а Кабуто решает, что в «игру» должна вступить Четвёрка Звука. |     | |                              |                      |
| 523 | 303 | Призраки прошлого «Како-но Бо:рэй» (過去の亡霊)                                                                | Нет (филлер)                 | 7 марта 2013 года    |
| Четвёрка Звука начинает атаковать. Как и в прошлом, Сикамару сражается с Таюей, Киба с Саконом и Уконом, Тёдзи с Дзиробо, а Нэдзи с Кидомару. Зная их способности, ребята побеждают Четвёрку. Но Наруто замечает поток тёмной энергии, и синоби пропадают вместе с Четвёркой Звука. |     | |                              |                      |
| 524 | 304 | Техника перемещения в преисподнюю «Ёми Тэнсин-но Дзюцу» (黄泉転身の術)                                         | Нет (филлер)                 | 14 марта 2013 года   |
| Техника перемещения в преисподнюю — самая мощная техника Четвёрки Звука. Заманив туда синоби Конохи, Сикамару думает над стратегией. Кабуто понимает, что Четвёрка активировала технику и их души перенеслись в барьер, который нельзя уничтожить и там Таюя, Сакон, Дзиробо и Кидомару бессмертны. Ребята разделяются и постепенно начинают атаковать. А Сакон рассказывает им секрет барьера — даже если они умрут, барьер не сломается. |     | |                              |                      |
| 525 | 305 | Мстители «Фукусю:ся» (復讐者)                                                                                  | Нет (филлер)                 | 21 марта 2013 года   |
| Сила Четвёрки Звука возросла. Наруто пытается найти барьер и помочь Сикамару и остальным. Четвёрка не видит смысла отпускать их не отомстив. Но вскоре Наруто разрушает барьер и убивает Четвёрку, возвращая души друзей обратно в тела. Кабуто готовится к очередному призыву. |     | |                              |                      |
| 526 | 306 | Глаза сердца «Кокоро-но Мэ» (心の目)                                                                           | Нет (филлер)                 | 28 марта 2013 года   |
| Во время битвы Хината спасает Нэдзи и вспоминает то время когда он защищал её. |     | |                              |                      |
| 527 | 307 | Исчезая в лунном свете «Гэкко: ни Кию» (月光に消ゆ)                                                            | Нет (филлер)                 | 4 апреля 2013 года   |
| Из-за того, что во время войны погибло много элитных синоби, Кабуто хочет пополнить свою коллекцию трупов и для этого он призывает дзёнина Конохи Хаятэ Гэкко. Рассказывая ему что произошло после его смерти, Якуси отправляет его и ещё двух воскрешённых на захват свитков с телами элитных синоби. Нападая на лагерь медиков, им с успехом удаётся заполучить свитки, но там же Хаятэ встречает своего бывшего товарища Югао Удзуки. Для возвращения свитков медики собирают отряд и Югао, как бывшая АНБУ, должна идти с ними, но она отказывается, говоря, что когда-то Хаятэ был её возлюбленным. |     | |                              |                      |
| 528 | 308 | Ночь полумесяца «Микадзуки-но Ёру» (三日月の夜)                                                                | Нет (филлер)                 | 11 апреля 2013 года  |
| Отряд медиков догоняет группу Хаятэ. С трудом им удаётся запечатать двоих, но Гэкко сбегает. Ёкадзэ и Ио ранены, и Сакура не может их оставить. Югао рассказывает Сакуре, что случилось с ней после смерти Хаятэ и что она больше не может держать меч. Харуно отправляется за Гэкко сама. Во время боя Югао в последний момент спасает Сакуру, сумев снова взять в руки меч. Харуно убегает за запечатывающим отрядом, а Удзуки начинает сражение с Гэкко. Внезапно Кабуто берёт контроль над Хаятэ, но тому силой воли удаётся перенаправить удар в дерево. Прибывший отряд запечатывает Хаятэ. |     | |                              |                      |
| 529 | 309 | Миссия А-ранга: Конкурс по поеданию «Э:-Ранку Нимму — Годзэн Дзиай» (A級任務・御膳試合)                        | Нет (филлер)                 | 18 апреля 2013 год   |
| В лесу Наруто сталкивается с отрядом, сражающимся с самураем Татэваки. Он узнаёт Наруто и спрашивает что случилось «с теми двумя». Три года назад команду Сикамару вместе с Наруто послали на задание по похищению лорда Сю. По плану Тёдзи должен принять участие в соревновании по поеданию еды и занять второе место, а Наруто занять место юного лорда. В итоге план удаётся и лорд Сю получает письмо от своего отца. А Дэйдара и Сасори получают миссию о войне. |     | |                              |                      |
| 530 | 310 | Павший замок «Ракудзё:» (落城)                                                                                 | Нет (филлер)                 | 25 апреля 2013 года  |
| Команда Сикамару успешно выводит лорда Сю из дворца. Тем временем в замке Наруто не очень удачно притворяется принцем и вскоре обман раскрывается. Лорд Сю просит показать ему город и во время экскурсии тот сбегает. В этот момент на дворец нападают Сасори и Дэйдара. Ребята выводят лорда Сю и принцессу Тиё из города, а Татэваки в бою с Сасори погибает. Наруто рассказывает Татэваки, что им удалось добраться до родины Сю и с ним и принцессой всё хорошо, после чего тот возвращается в Загробный мир. |     | |                              |                      |
| 531 | 311 | Путь ниндзя: Пролог «Пуроро:гу обу Ро:до ту Ниндзя» (PROLOGUE OF ROAD TO NINJA)                                | Спецвыпуск «Путь Наруто»     | 2 мая 2013 года      |
| Серия возвращает нас в прошлое, до разрушения Конохи. У всех выходной. Наруто «загибается» от скуки и одиночества, и тогда Рок Ли приглашает всех в баню. Наруто внезапно вспоминает Саскэ, но Нэдзи кажется, что тот хочет подсмотреть за девушками. Наруто уже хотел подсмотреть, как вдруг над женской раздевалкой обваливается крыша вместе с Рок Ли. Парни врываются к девчонкам, но Ли успевает сбежать. Ино готовится учинить расправу над Ли, но Наруто защищает его. Сакура замечает, что к полотенцу Наруто прицепился её лифчик и избивает его. Ли, зная как одиноко Удзумаки, приглашает к нему парней. Повеселившись, ребята расходятся по домам. А в это время Тоби говорит, что готов использовать Временное Цукиёми. Серия приурочена к выпуску на DVD и Blu-ray 9-го по счёту анимационного фильма Наруто, «Наруто: Путь ниндзя», и является прологом к нему. |     | |                              |                      |
| 532 | 312 | Старик и драконье око «Рё:дзин то Рю:-но Мэ» (老人と龍の目)                                                    | Нет (филлер)                 | 9 мая 2013 года      |
| На поле битвы Гай и Рок Ли встречают старика Тена, величайшего мастера тайдзюцу. Ли вспоминает как в своё время хотел обучиться секретной технике мастера Тена «Бог-дракон Конохи». Тогда считавшийся погибшим мастер Тен отказался обучить Ли своей технике, потому что тот был неспособен использовать ниндзюцу и гендзюцу. Когда уже во время войны мастер Тен вновь использовал эту технику на Ли, тот развеял её «Одиночным первичным лотосом». Перед тем как уйти в Загробный мир, мастер Тен рассказывает о своем ученике, как и Ли, не имеющим возможности использовать техники, который погиб из-за этой самой слабости. |     | |                              |                      |
| 533 | 313 | Дождь со снегом, временами гром «Амэ Ноти Юки, Токидоки Каминари» (雨のち雪、ときどき雷)                       | Нет (филлер)                 | 16 мая 2013 года     |
| На побережье команда Сикамару встречает мальчика, управляющего дождём. В медчасти Сакура встречает такого же ребёнка, только управляющего снегом. А в лесу Киба видит такого же, управляющего молнией. Ребята вспоминают, как ещё детьми они встретили мальчика Ёту, способного управлять погодой. Тем временем Наруто, спешащий к полю боя, видит в разных местах беспричинные дождь, снег и грозу. |     | |                              |                      |
| 534 | 314 | Печальный дождь в солнечную погоду «Канаси: Тэнкиамэ» (悲しい天気雨)                                           | Нет (филлер)                 | 23 мая 2013 года     |
| Наруто встречает ещё одного Ёту, управляющего ветром. Удзумаки вспоминает, как они с Кибой познакомились и подружились с Ётой. Тогда во время игры ребята поссорились и Ёта убежал. Дети побежали за ним, но мальчика уже схватили АНБУ. |     | |                              |                      |
| 535 | 315 | Последний снег «Нагориюки» (名残雪)                                                                            | Нет (филлер)                 | 30 мая 2013 года     |
| Наруто говорит всем, что все четыре Ёты — Белые Дзэцу. Ребята решают спасти Ёту и не без труда им это удаётся. При попытке перейти реку, Ёта ценой своей жизни спасает друзей, но сам погибает и заставляет всех забыть о нём. Вдруг во время боя Наруто слышит голос Ёты у себя в голове, и через связь с остальными он рассказывает, что на момент знакомства был уже мёртв. В детстве он умер от болезни, но его воскресил Оротимару и оставил возле деревни для опытов. Ёта говорит, что счастлив и просит его не забывать, после чего уничтожает клона и возвращается в Загробный мир. |     | |                              |                      |
| 536 | 316 | Альянс Эдо Тэнсэй!! «Эдо Тэнсэй Рэнго:гун!!» (穢土転生連合軍！！)                                              | Нет (филлер)                 | 6 июня 2013 года     |
| Кабуто выпускает на поле боя воскрешённого телохранителя Дандзо — Торунэ. Торунэ призывает множество синоби низкого ранга из разных стран, которые были воскрешены Оротимару и Кабуто по ошибке вместо великих синоби, рядом с которыми они погибли. Цель этого отряда — вернуть обратно запечатанных воинов. Союзным войскам удаётся обезвредить всех, кроме Торунэ. |     | |                              |                      |
| 537 | 317 | Сино против Торунэ!! «Сино VS Торунэ!!» (シノVSトルネ！！)                                                     | Нет (филлер)                 | 13 июня 2013 года    |
| Торунэ, скрывшись с поля боя, активирует запретную технику Ядовитого Сосуда на трупах убитых на войне, чтобы заразить всю местность ядом своих насекомых. Сино Абурамэ находит его. Сино и Торунэ вспоминают, как были хорошо знакомы в детстве до того, как Торунэ вызвался пойти в Корень АНБУ вместо Сино. Один из клонов Наруто помогает Сино победить Торунэ и снять технику. |     | |                              |                      |
| 538 | 318 | Пустота в сердце: Другой дзинтюрики «Кокоро-но Ана Мо: Хитори-но Дзинтю:рики» (心の穴 もう一人の人柱力)        | Нет (филлер)                 | 20 июня 2013 года    |
| Кабуто Якуси возрождает Фукаи — бывшего дзинтюрики Восьмихвостого предварительно вместив в него часть чакры Восьмихвостого для борьбы с его преемником Киллером Би. Помимо него, Фукаи встречает Мотои и извиняется за смерть его отца. Затем Фукаи рассказывает Би, как именно он умер. Под контролем Кабуто, Би входит во вторую форму Хатиби но Коромо и начинает бой. Сначала Би приходится спасаться бегством, но Мотои спасает его, однако сам едва не погибает. Видя своего друга в беде, Би вновь начинает сражение с Фукаи. Фукаи, удивлённый, что у Би есть друзья находит мир в себе и его душа освобождается. |     | |                              |                      |
| 539 | 319 | Душа, живущая в марионетке «Кугуцу ни Ядору Тамаси:» (傀儡に宿る魂)                                            | Нет (филлер)                 | 27 июня 2013 года    |
| Где-то в лесу рядом с полем боя, Пятая Дивизия во главе с Мифунэ противостоит Кимимаро и старушке Тиё, которых воскресил Кабуто против Альянса синоби. Канкуро изъявляет желание сразиться с Тиё один на один. Та, в свою очередь, увидев кукольное тело Сасори, обращается к прошлому. |     | |                              |                      |
| 540 | 320 | Беги, Омои! «Хасирэ Омои» (走れオモイ)                                                                         | Нет (филлер)                 | 4 июля 2013 года     |
| Штаб получает информацию о том, что Омои оставил свой пост на поле боя, и командиры подозревают его в дезертирстве. Однако оказывается, что Омои отбыл для защиты семи синоби-подростков из своей деревни, попавших в окружение в странной долине с красной почвой. |     | |                              |                      |

### Сезон 15: Четвёртая великая война ниндзя: Саскэ и Итати (2013—2014)
| # | №   | Заглавие                                                                                                 | Экранизированные главы манги | Трансляция в Японии   |
| --- | --- | --- | ---------------------------- | --------------------- |
| 541 | 321 | Прибытие подкрепления «Дзо:эн То:тяку» (増援到着)                                                        | филлер + 558—559             | 18 июля 2013 года     |
| Клоны Наруто успешно прибывают во все ключевые места сражений, боевой дух армии поднялся, а преимущество в войне перешло к Альянсу. В это время клон Второго Цутикагэ Му призывает гроб, из которого выходит новый враг. Когда они обнаруживают себя, становится ясно, что на поле боя вышел истинный Мадара Утиха, который также был воскрешён, а человек в маске — самозванец. |     | |                              |                       |
| 542 | 322 | Мадара Утиха «Утиха Мадара» (うちはマダラ)                                                               | 560—561                      | 25 июля 2013 года     |
| Мадара Утиха начинает сражение с союзной армией синоби и с лёгкостью побеждает множество противников даже без использования ниндзюцу. Огненные техники Мадары имеют невиданную силу. После атаки клона Наруто Мадара создаёт Сусаноо. После совместной операции Ооноки и Гаары Мадара оказывается уязвим для атак, но поглощает Расэнсюрикэн Наруто при помощи риннэгана. Кабуто через Му поддерживает связь с Мадарой и выражает сильный интерес к его возможностям. Мадара уничтожает бо́льшую часть Четвёртой Дивизии синоби с помощью двух гигантских метеоритов. Третий Цутикагэ, сумевший остановить первый из них в воздухе при поддержке Гаары, сильно ранен, все выжившие пребывают в шоке. Мадара призывает лес гигантских деревьев — техника, которой владел в его времена только Хасирама Сэндзю. |     | |                              |                       |
| 543 | 323 | Сбор пяти Кагэ...!! «Гокагэ Сю:кэцу...!!» (五影集結…！！)                                                | 561—563                      | 1 августа 2013 года   |
| Девятихвостый Лис даёт клону Наруто силу, чтобы остановить технику Древесного Буйства Мадары. Пять Кагэ собираются воедино, и Ооноки объявляет, что готов сразиться с Мадарой за будущее мира синоби. Кагэ совместными усилиями противостоят Мадаре и приказывают Наруто победить ложного Мадару, в то время как они расправятся с настоящим. Наруто и Киллер Би в лесу наконец встречаются с Тоби и подвластными ему дзинтюрики. |     | |                              |                       |
| 544 | 324 | Небьющаяся маска и лопающиеся пузыри «Варэнаи Камэн — Варэта Сябондама» (割れない仮面・割れたシャボン玉) | 564 + филлер                 | 8 августа 2013 года   |
| Наруто и Киллер Би встречают Тоби и его Шесть Путей, которые представляют собой дзинтюрики. Наруто замечает среди них Утакату — дзинтюрики Шестихвостого, и понимает, что он мёртв. Утаката рассказывает, что после того, как они разошлись, на него напал Пэйн и убил его. Наруто и Би вступают в битву с дзинтюрики. Наруто спрашивает у Тоби, кто же он на самом деле и тот говорит, чтобы это узнать ему надо это заслужить. |     | |                              |                       |
| 545 | 325 | Дзинтюрики против дзинтюрики!! «Дзинтю:рики VS Дзинтю:рики!!» (人柱力VS人柱力！！)                       | 565—566 + филлер             | 15 августа 2013 года  |
| Сражаться с дзинтюрики становится всё сложнее и сложнее: у них общее поле зрения из-за риннэгана и достать их оказывается очень сложной задачей. Постепенно воскрешённые дзинтюрики переходят в полную форму бидзю. Тоби почти удаётся достать Наруто, но Какаси Хатакэ и Майт Гай прибывают вовремя и спасают его. |     | |                              |                       |
| 546 | 326 | Четырёххвостый: Король священных обезьян «Ёмби — Сэнъэн-но О:» (四尾・仙猿の王)                          | 553, 567—568                 | 22 августа 2013 года  |
| Саскэ Утиха, испробовав на деле вечный мангэкё сяринган и убив Белого Дзэцу, сбегает из убежища. Суйгэцу и Дзюго направляются в бывшее убежище Оротимару. Дзинтюрики становятся всё сильнее, переходя один за другим в Режим бидзю. Из-за этого они начинают выходить из-под контроля Тоби, но продолжают атаковать. Наруто удаётся попасть в сознание Четырёххвостого. Познакомившись с Четырёххвостым Сон Гоку, Наруто собирается освободить его из-под контроля Тоби. |     | |                              |                       |
| 547 | 327 | Девятихвостый «Кю:би» (九尾)                                                                             | 569 + флешбэк                | 29 августа 2013 года  |
| Девятихвостый вспоминает, как долго он шёл к тому, чтобы выбраться из Наруто. |     | |                              |                       |
| 548 | 328 | Курама «Курама» (九喇嘛)                                                                                 | филлер + 569—570             | 29 августа 2013 года  |
| Девятихвостый вспоминает, как еще перед прибытием на поле боя попытался объяснить Наруто, что всю ненависть, как и войну ему не остановить. В ответ Наруто отмахивается от Курамы, говоря, что для начала ему нужно покончить с войной. Тоби понимает где Наруто и хочет затащить их с Сон Гоку в статую Гэдо Мадзо. С помощью теневых клонов Наруто удаётся выбраться наружу. Обнаружив стержень на шее Сона, он пытается вытащить его с помощью чакры Девятихвостого, но Тоби связывает его цепями чакры. Один из клонов Наруто остался внутри Сон Гоку и с помощью Режима Отшельника им вдвоём удаётся вытащить стержень. |     | |                              |                       |
| 549 | 329 | Командный дуэт «Цу: Ман Сэру» (ツーマンセル)                                                             | 570—572                      | 5 сентября 2013 года  |
| Гэдо Мадзо поглощает Сон Гоку. Наруто и Курама объединяются и Удзумаки полностью перевоплощается в бидзю. Наруто находит все стержни, но бидзю создают огромную Бомбу Хвостатых, однако Наруто удаётся её отразить той же атакой. Добравшись до всех приёмников чакры, Наруто и Курама попадают в общее подсознание всех бидзю и их дзинтюрики. Оказалось, что перед тем как исчезнуть Сон Гоку рассказал остальным бидзю о том, как он проникся уважением к Удзумаки. Хвостатые признают силу Наруто и считают, что именно он должен их повести, как им когда-то завещал Рикудо Сэннин. |     | |                              |                       |
| 550 | 330 | Предсказание победы «Сё:ри э-но Ёгэн» (勝利への予言)                                                     | 573 + филлер                 | 12 сентября 2013 года |
| Теперь остался только Тоби — все бидзю были снова помещены внутрь Гэдо Мадзо. Все отряды Альянса добивают врага — Белых Дзэцу и, спешат на помощь к Наруто и Би. |     | |                              |                       |
| 551 | 331 | Глаза, что смотрят во тьму «Ями о Миру Мэ» (闇を見る眼)                                                  | 574 + филлер                 | 19 сентября 2013 года |
| Карин прикидывается дурочкой, отвлекая внимание наблюдателей, чтобы сбежать. Саскэ встречает на своём пути нескольких Белых Дзэцу. Суйгэцу и Дзюго обнаруживают скрытую комнату в бывшем убежище Оротимару. Там они находят свиток, который, по словам Суйгэцу, может сильно повлиять на исход войны. |     | |                              |                       |
| 552 | 332 | Каменная воля «Иси-но Иси» (石の意志)                                                                    | 575—576                      | 26 сентября 2013 года |
| Пятеро Кагэ продолжают сражаться с Мадарой Утихой, который показывает новые техники древесного стиля. Так же в ходе битвы выясняется, что у Мадары есть пересаженные клетки Первого Хокагэ. Тем временем Саскэ Утиха, заметив воскрешённого Итати Утиху, начинает следовать за ним и затевает разговор. |     | |                              |                       |
| 553 | 333 | Риск техники Эдо Тэнсэй «Эдо Тэнсэй-но Рисуку» (穢土転生のリスク)                                        | 577—578                      | 3 октября 2013 года   |
| Битва Кагэ против Мадары продолжается. Итати и Саскэ добираются до логова Кабуто. Итати намеревается заставить Кабуто остановить Эдо Тэнсэй, но тот говорит, что ему это не удастся — у этой техники нет слабых мест. И если убить Кабуто, то Эдо Тэнсэй не прервётся. Итати и Саскэ собираются начать сражение с Кабуто, чтобы захватить его и с помощью силы сярингана отменить Эдо Тэнсэй. |     | |                              |                       |
| 554 | 334 | Союз братьев!! «Кё:дай, Таггу!!» (兄弟、共闘！！)                                                        | 579—580                      | 10 октября 2013 года  |
| Кабуто защищает своё зрение, дабы избежать действия сяринганов братьев Утих, и начинает битву, направив в братьев множество змей. Итати и Саскэ уклоняются от змей, и используют свои Сусаноо для атаки. Кабуто хвалит Саскэ за то, что он собрал свою команду Змей, дабы использовать способности Суйгэцу, Карин и Дзюго, говоря что тот, кто сам не обладает способностями, может позаимствовать их у других. Кабуто рассказывает о том, как исследования Проклятой печати привели Оротимару в Священную Пещеру Змей. Оротимару хотел заполучить силу Мудреца, однако его тело-носитель отвергало природную силу, и только Кабуто удалось обучиться у Белой Змеи Отшельника искусству Мудреца. Саскэ утверждает, что узнал многое о змеях, для того, чтобы победить Оротимару, однако Кабуто говорит, что достиг больших успехов, и отныне он не змея, а дракон. Кабуто снова атакует, блокируя органы зрения и слуха Утих. Итати спрашивает у Саскэ, помнит ли он, как однажды они вместе охотились на Иносиси, огромного кабана, Саскэ говорит что помнит, и вместе они повторяют ту самую охоту, в результате, Кабуто теряет один из своих рогов. Тем временем Пять Кагэ сражаются против Мадары, который создал двадцать пять клонов, которых усилил Сусаноо. |     | |                              |                       |
| 555 | 335 | Коноха для каждого «Тагай-но Коноха» (互の木ノ葉)                                                        | 581—582                      | 24 октября 2013 года  |
| Кабуто удивлён, что теперь Саскэ объединился с братом, несмотря на ненависть, которую он испытывал в прошлом. В попытке привлечь Саскэ на свою сторону, Кабуто утверждает, что у них одна цель: уничтожение Конохи, на что Саскэ отвечает, что их цели не одно и то же. Вспоминая своё прошлое, Кабуто отмечает, что он и Итати оба работали на Коноху, но взамен получили лишь позор и презрение. На что Итати отвечает, что несмотря на тёмное прошлое, он все ещё синоби из Конохи. Итати рассказывает Саскэ о технике, которая схожа с Идзанаги — Идзанами, однако её суть в выборе судьбы того, кто попадает под действие техники, именно с помощью неё Итати собирается остановить действие Эдо Тэнсэй. Не дожидаясь окончания беседы братьев, Кабуто нападает на них используя Силу Мудреца, и оживляет скалы, заставляя их атаковать братьев. Итати подставляется под удар, защищая Саскэ с помощью Сусаноо. Кабуто воспользовавшись моментом, нападает на Итати, с целью возвращения контроля над ним, однако Саскэ использует для защиты Аматэрасу, окружая пламенем себя и брата. Кабуто высмеивает имя Утих, говоря, что по сравнению с Силой Мудреца, сила глаз Утиха, ничто. Саскэ кричит на Кабуто, однако Итати останавливает его, говоря, что он узнаёт в Кабуто себя самого в прошлом. Кабуто вспоминает о том, как в детстве его раненным нашла Матушка, и вылечив отвела в приют, где он и получил имя Кабуто, а также очки, которые дала ему Матушка, поняв, что у него плохое зрение. |     | |                              |                       |
| 556 | 336 | Кабуто Якуси «Якуси Кабуто» (薬師カブト)                                                                 | 583—584                      | 31 октября 2013 года  |
| Кабуто вспоминает свою первую встречу с Оротимару, когда однажды он и другие дети из приюта помогали раненым синоби. Оротимару сказал Кабуто, что у него есть потенциал стать превосходным синоби, однако последний сказал, что не заинтересован в этом. Той же ночью, Дандзо шантажирует Ноно шпионской миссией в Деревне, Скрытой в Скалах, а также говорит, что нужны дети в Корень АНБУ, взамен на финансирование приюта. Кабуто соглашается вступить в Корень, и после бо́льшую часть жизни проводит в путешествиях между Пятью великими странами, добывая информацию. Однажды, во время миссии в Деревне, Скрытой в Скалах, на Кабуто нападает вражеский синоби. Кабуто смертельно ранит нападавшего, и с ужасом узнаёт, что это Ноно. Кабуто пытается вылечить её, однако она не узнаёт его, повергая Кабуто в шок, и умирает. Кабуто скрывается и обдумывает произошедшее, в то время как к нему подходит Оротимару. Он приводит Кабуто в свою лабораторию, с целью рассказать о том, что, Корень планировал обоюдное уничтожение и Кабуто, и Ноно, поскольку они оба были высококлассными шпионами и могли представлять угрозу, но, как и предполагал Оротимару, Кабуто смог ликвидировать угрозу. Оротимару предлагает Кабуто стать его правой рукой и помогать в его исследованиях. Позже, когда Саскэ убивает Оротимару, Кабуто использует кровь Саннина, чтобы превзойти его, и найти «истинного себя».                                                                                         |     | |                              |                       |
| 557 | 337 | Идзанами в действии «Хацудо: — Идзанами» (発動・イザナミ)                                                | 585—586 + филлер             | 7 ноября 2013 года    |
| Продолжается битва братьев Утих против Кабуто, который демонстрирует умение управлять способностями Четвёрки Звука, а также истинной формой Оротимару. В результате нескольких атак, Итати удаётся поймать Кабуто в Идзанами, и тот оказывается заперт в вечной временной петле, в которой события, произошедшие в момент активации техники, повторяются снова и снова. В настоящем мире, Итати говорит Саскэ, что Кабуто не сможет выйти из-под действия техники. |     | |                              |                       |
| 558 | 338 | Идзанаги и Идзанами «Идзанаги то Идзанами» (イザナギとイザナミ)                                          | 587—588 + филлер             | 14 ноября 2013 года   |
| Итати Утиха использует Идзанами. Итати рассказывает что эта техника была создана, чтобы остановить Идзанаги, потому что частое использование последней чревато не только слепотой, но распрями внутри клана Утиха. Также Итати говорит, что есть способ выйти из Идзанами — попавший в технику должен признать реальность такой, какая она есть. Из-за возможности выхода противника из-под влияния техники, она была объявлена Киндзюцу (запретной техникой). В конце Итати собирается отменить Эдо Тэнсэй с помощью Цукуёми. |     | |                              |                       |
| 559 | 339 | Я всегда буду любить тебя «Омаэ-но Дзутто Айситэйру» (お前をずっと愛している)                            | 588—590                      | 21 ноября 2013 года   |
| Кагэ сражаются против Мадары. Утиха начинает их теснить, но, воодушевлённые словами Ооноки, Кагэ встают и атакуют Мадару общей атакой. Гааре почти удаётся запечатать противника, но Мадара использует Абсолютное Сусаноо, и одним взмахом меча разрубает близстоящую гору. Кагэ шокированы такой силой. Тем временем, с помощью Цукуёми, Итати узнаёт у Кабуто печати отмены Эдо Тэнсэй. Проделав нужную операцию, Итати показывает Саскэ, что произошло в ночь убийства клана Утиха на самом деле. В конце Итати говорит, что всегда будет любить брата, несмотря, какой путь выберет тот. Призванные Эдо Тэнсэй начинают освобождаться, а у Мадары развеивается Сусаноо. |     | |                              |                       |
| 560 | 340 | Отмена Эдо Тэнсэй «Эдо Тэнсэй — Кай» (穢土転生・解)                                                      | 589, 590—592                 | 28 ноября 2013 года   |
| На всех фронтах идут последние бои. Вдруг, воскрешённые Эдо Тэнсэй начинают превращаться в духов. Эдо Тэнсэй отменено. Мадара наносит последний удар, от которого отбивается Цунадэ, но тем не менее её техника Бякуго (сила сотни) развеивается. Дан Като просит Тёдзу Акимити убрать барьер, поскольку он может контролировать своё тело. Тёдза понимает, что возлюбленный Цунадэ собирается применить технику превращения в духа. Мадара расторгает контракт с Кабуто, и его дух возвращается в тело. Он собирается убить Цунадэ, но Дан её спасает. Наруто раздразнивает Тоби, и тот призывает тыквенный сосуд и кувшин — сокровища Рикудо Сэннина, в которых запечатаны Кинкаку и Гинкаку, после этого их проглатывает Гэдо Мадзо. Начинается возрождение Десятихвостого. Суйгэцу и Дзюго находят Саскэ. |     | |                              |                       |
| 561 | 341 | Возрождение!! Оротимару «Фуккацу!! Оротимару» (復活！！大蛇丸)                                           | 592—594                      | 5 декабря 2013 года   |
| Суйгэцу показывает Саскэ свиток, который он нашёл в одном из убежищ Оротимару и говорит, что благодаря этому свитку можно поменять исход войны в пользу команды «Така». Саскэ же говорит, что помочь им может только один человек. Из Проклятой печати Анко с помощью техники «Зло: Высвобождение» Саскэ воскрешает Оротимару. Тот говорит, что его не интересует война и собирается отвести Саскэ в хорошо знакомое им место. Тем временем Тоби продолжает возрождение Десятихвостого. Курама через Наруто рассказывает о братьях Кинкаку и Гинкаку, а также о Дзюби. Тоби говорит, что ему не нужна полноценная форма Десятихвостого для осуществления плана «Глаз Луны». Между ним и Наруто завязывается спор, после чего Наруто атакует. |     | |                              |                       |
| 562 | 342 | Секрет пространственно-временной техники «Дзикукан Ниндзюцу-но Химицу» (時空間忍術の秘密)                | 594—597                      | 12 декабря 2013 года  |
| Какаси попытался переместить голову Гэдо Мадзо в другое измерение с помощью техники Камуи, надеясь тем самым прервать возрождение Дзюби, но Тоби остановил его, что удивило Хатакэ, ведь ещё никому не удавалось остановить перемещение. Это натолкнуло Какаси на мысль, что между его левым глазом и глазом Тоби есть связь. Позже, после совместной атаки Наруто, Какаси и Гая в левой части маски Тоби появилась трещина. Какаси удалось понять принцип работы Пространственно-временной техники Тоби. Последний не является бесплотным, когда его атакуют, а перемещает часть своего тела в другое измерение (в другом измерении часть тела вполне материальна и уязвима). Техника Тоби, которая поглощает предметы, и техника, которая делает его неуязвимым — это одно и то же дзюцу. Более того, Камуи Какаси и техника Тоби используют одно и то же измерение. Потом, после удачной, слаженной атаки Гая, Наруто и Какаси Тоби лишился правого рукава. Какаси начинает понимать, кто именно скрывается под маской Тоби. |     | |                              |                       |
| 563 | 343 | Кто же ты?! «Тэмэ: ва Дарэ да!!» (てめーは誰だ！！)                                                      | 598—600                      | 19 декабря 2013 года  |
| Какаси нерешительно начинает сомневаться в личности Тоби. Увидев, как во всю сражается его ученик, Какаси готовится применить Камуи. Тоби обездвиживает Би и Гюки с помощью чакроприёмников. Наруто создаёт теневого клона. Оригинал запускает Бомбу Хвостатого. Тоби переносится в другое измерение, где его тут же атакует Расэнганом клон Наруто, отправленный туда с помощью Камуи Какаси. Вставка воспоминаний о прошлом. Какаси ошеломлён, что под маской был считавшийся погибшим Обито Утиха. Когда Какаси спрашивает у Обито, как он дошёл до такого, тот отвечает, что причиной всему то, что Какаси не уберёг Рин от смерти. На поле боя внезапно появляется Мадара Утиха. Выясняется, что он знаком с Обито. |     | |                              |                       |
| 564 | 344 | Обито и Мадара «Обито то Мадара» (オビトとマダラ)                                                        | 601—602                      | 9 января 2014 года    |
| Мадара упрекает Обито за спешку и преждевременное возрождение Десятихвостого, а также за своё воскрешение в Эдо Тэнсэй. Наруто атакует Мадару, но тот легко отражает все атаки с помощью своего веера, полученного от Обито. Мадара намеревается захватить оставшихся Хвостатых. Начинается показ воспоминаний Обито о том, как он встретился с Мадарой после своей мнимой смерти под камнями и был им спасён при помощи приживления искусственной плоти из клеток Хасирамы. |     | |                              |                       |
| 565 | 345 | Я в аду «Орэ ва Дзигоку ни Иру» (オレは地獄に居る)                                                       | 603—605                      | 16 января 2014 года   |
| Обито в убежище Мадары набирается сил под присмотром двух клонов Дзэцу, один из которых очень напоминает будущий образ Тоби в маске. Услышав известие о том, что Какаси и Рин попали в окружение воинов АНБУ Скрытого Тумана, Обито покидает убежище Мадары с помощью клонов Дзэцу. Он находит Какаси в момент, когда тот пронзает сердце Рин своим Лезвием Молнии. Одновременно оба синоби пробуждают мангэкё сяринган. Обито в неистовстве убивает всех АНБУ Скрытого Тумана, проходя сквозь них и поражая насмерть древесными техниками. Посреди моря крови он решает, что попал в ад... |     | |                              |                       |
| 566 | 346 | Мир мечты «Юмэ-но Сэкай» (夢の世界)                                                                      | 606—607 + филлер             | 23 января 2014 года   |
| Обито размышляет о словах Мадары и Дзэцу и возвращается обратно к ним с намерением создать мир грёз. Мадара обучает его использованию статуи Гэдо Мадзо, а также раскрывает суть плана. Мадара освобождается от статуи Гэдо Мадзо и умирает. Обито под новым именем — Мадара Утиха — встречается с Нагато и его товарищами и предлагает действовать вместе согласно его плану. Но Яхико отвергает предложение «Мадары». Нагато, Яхико и Конан уходят в город и находят там сирот, которые позже присоединяются к ним. Из-за растущего количества людей в организации Нагато предлагает дать ей имя. Яхико предлагает «Акацуки» — изменение этого мира путём мирным переговоров и рассвет новой жизни без войн и страданий. |     | |                              |                       |
| 567 | 347 | Крадущаяся тень «Синобиёру Кагэ» (忍び寄る影)                                                            | Нет (филлер)                 | 23 января 2014 года   |
| Юный Какаси расспрашивает Дзирайю о трёх сиротах Дождя. На деревню за границей Скрытого Дождя нападают синоби Деревни, Скрытой в Скалах, несмотря на ведение мирных переговоров с Конохой. Яхико со своими товарищами направляется в Ивагакурэ для проведения мирного договора, но по дороге на них нападают синоби Скрытых Скал. Яхико случайно убивает одного из них. В процессе битвы Нагато теряет над собой контроль и, призвав Гэдо Мадзо, уничтожает врагов. Яхико и Конан, успокоив Нагато, отступают. Как оказалось нападавшими были члены Корня АНБУ во главе с Дандзо, не желавшие мира с Ивагакурэ. Замаскировав несколько трупов синоби Скрытых Скал под людей Хандзо, Дандзо обвиняет в этом Акацуки и убеждает его, что организация представляет собой большую угрозу для его власти. |     | |                              |                       |
| 568 | 348 | Новые Акацуки «Синсэй — Акацуки» (新生・“暁”)                                                            | Нет (филлер)                 | 30 января 2014 года   |
| Дандзо и Хандзо, не желая мириться с действиями организации, создают план по её ликвидации. Хандзо заключает «мирный» договор с Акацуки. Тем временем его люди похищают Конан. Ни о чём не подозревающие Нагато и Яхико отправляются на встречу с лидером Амэгакурэ. Узнав, что к Хандзо идут также и члены Корня АНБУ Конохи, остальная часть Акацуки отправляется предупредить Нагато и Яхико, но их уничтожает «Мадара» (чтобы Нагато сам познал настоящую реальность). Хандзо даёт ультиматум Нагато: убить Яхико, как лидера организации, или они убьют Конан. Яхико умирает, намеренно напоровшись на кунай Нагато. В ярости Нагато призывает Гэдо Мадзо и уничтожает большую часть врагов. Конан и Нагато присоединяются к идеалам Обито. Нагато назначает Яхико — одно из тел Пэйна — лидером новых Акацуки. |     | |                              |                       |

### Сезон 16: АНБУ Какаси ~Синоби, что живёт во тьме~ (2014)
| # | №   | Заглавие                                                           | Экранизированные главы манги | Трансляция в Японии  |
| --- | --- | ------------------------------------------------------------------ | ---------------------------- | -------------------- |
| 569 | 349 | Маска, скрывающая сердце «Кокоро о Какусу Мэн» (心を隠す面)        | Нет (филлер)                 | 6 февраля 2014 года  |
| Юный Какаси тяжело переживает смерть Рин, становясь замкнутым и нелюдимым. Третий Хокагэ решает покинуть пост главы селения, передав свои обязанности молодому Минато Намикадзэ, желая таким образом обозначить приход новой эры. Но не все страны желают мира. Миссия Какаси по доставке свитка обернулась бы провалом, если бы не подоспевший на помощь Гай. Чтобы отвлечь Какаси от переживаний, Минато предлагает своему ученику стать его человеком в АНБУ. |     |                                                                    |                              |                      |
| 570 | 350 | Смерть Минато «Минато-но Си» (ミナトの死)                          | Филлер + 607                 | 13 февраля 2014 года |
| Во время нападения диверсантов Какаси, вопреки приказу, жестоко расправляется с нападавшими. Из-за этого Минато отстраняет Какаси от работы в АНБУ и поручает ему охранять беременную Кусину. По окончании миссии Какаси приходит на могилу Рин и рассказывает ей о ребёнке Минато и Кусины. После нападения Лиса Сарутоби находит едва живую Кусину, которая успевает передать имя сына. Третий обещает защитить мальчика и возвращается на пост Хокагэ. Тем временем Дандзо обманом заманивает Какаси в «Корень АНБУ», где во время встречи тот замечает другого члена «Корня», мальчика Киноэ, использующего древесный элемент — Мокутон. |     |                                                                    |                              |                      |
| 571 | 351 | Клетки Хасирамы «Хасирама Сайбо:» (柱間細胞)                       | Нет (филлер)                 | 20 февраля 2014 года |
| Кошмары Какаси не прекращаются, однако Киноэ с Древесным стилем также не покидает голову юного синоби. Желая разобраться в этом, Какаси проникает в архив и узнаёт о единственном пользователе древесных техник — Первом Хокагэ Хасираме Сэндзю. Также Сарутоби рассказывает Какаси о неудачных экспериментах по возвращению в Коноху Древесного стиля. В это время амбициозный Дандзо приказывает своим подчинённым, одним из которых был Киноэ, убить Сарутоби на пути к даймё, но во время атаки выясняется, что под видом Третьего в качестве приманки скрывался Какаси, и синоби отступают. В это время Хирудзэн, заставший Дандзо врасплох, рассказывает ему о покушении. Какаси докладывает обо всём Третьему и соглашается работать под его началом. Сарутоби официально возвращается на свой пост, а Дандзо сообщает Оротимару о прекращении встреч и предательстве Какаси. |     |                                                                    |                              |                      |
| 572 | 352 | Ниндзя-отступник: Оротимару «Нукэнин — Оротимару» (抜け忍・大蛇丸) | Нет (филлер)                 | 27 февраля 2014 года |
| Вместе с группой АНБУ Хирудзэн возглавляет миссию по захвату Оротимару в одном из его убежищ, но тому удаётся скрыться. На пути к границе Страны Огня на него нападает Какаси, но Оротимару легко отбивается. В это время к нему приближается его змея и она детонирует, значительно ранив своего хозяина. Отправленный Дандзо, Киноэ добирается до места, где должен ожидать Оротимару и оттуда вывести его из Страны Огня. Этим местом оказывается довольно большое дерево с туннелем внутри. Киноэ встречает весьма своеобразный клан — Ибури (люди с возможностью трансформации в дым), преданные Оротимару. Один из членов клана, молодая девушка Юкими, утверждает, что Киноэ — её давно потерянный брат Тэндзо. |     |                                                                    |                              |                      |
| 573 | 353 | Подопытный Оротимару «Оротимару-но Дзиккэнтай» (大蛇丸の実験体)    | Нет (филлер)                 | 6 марта 2014 года    |
| В убежище проникает Какаси и его тут же атакует клан Ибури. Готта, превратившись в дым, начинает пытать его, но его спасает Киноэ с целью «добыть информацию о сложившейся ситуации». Их быстро раскрывают и намерены убить ради безопасности Оротимару. Их спасает Юкими и уводит вглубь дерева. Желая увидеть, откуда исходят прекрасные звуки, Юкими, обратившись в дым, берёт Киноэ под контроль и убегает наружу, оставив Какаси одного. Она прибывает в небольшой городок и начинает развлекаться. Какаси выбирается наружу, где его настигает Готта. Во время боя подул ветер, и это убивает Готту, находящегося в форме дыма. Перед смертью Готта успевает передать Какаси информацию об Оротимару и его цели. Какаси находит Киноэ и Юкими и просит девочку вернуться в деревню в качестве приманки для поимки Оротимару. Не желая допускать подобного, Киноэ уводит её прочь. В это время тяжело раненый Оротимару добирается до убежища. |     |                                                                    |                              |                      |
| 574 | 354 | У каждого свой путь «Сорэдзорэ-но Мити» (それぞれの道)             | Нет (филлер)                 | 6 марта 2014 года    |
| Какаси догоняет Киноэ и Юкими и чуть не убивает Юкими Тидори. Увидев это, Киноэ набрасывается на Хатакэ. После непродолжительного боя Какаси рассказывает о намерениях Оротимару, о которых перед смертью рассказал Готта перед смертью. Услышав это, Юкими сбегает обратно к клану. Киноэ и Какаси отправляются вслед за ней. В убежище Оротимару убивает всех членов клана, забрав при этом их кровь, чтобы с помощью неё временно превратиться в дым уйти из Конохи. В это же время туда прибывает Юкими, и Оротимару нападает на неё. Какаси и Киноэ добираются до места, но Оротимару забирает Юкими и уводит её вглубь дерева. Дым убитых членов клана указывает мальчикам путь к Юкими. Забрав кровь, Оротимару уходит прочь. Юкими умирает и превращается в дым. В попытке спасти её Киноэ создаёт древесную облицовку с дымом Юкими внутри. С помощью дыма других убитых членов клана Ибури облицовка превращается в настоящее дерево и из него выходит живая Юкими. Позже все трое расстаются. Какаси сообщает им, что он не видел члена Корня, ни Оротимару, ни людей из клана Ибури. |     |                                                                    |                              |                      |
| 575 | 355 | Цель — сяринган «Нэраварэта Сяринган» (狙われた写輪眼)             | Нет (филлер)                 | 13 марта 2014 года   |
| Дандзо приказывает Киноэ и другому члену Корня Киното достать для него сяринган Какаси ради замены его собственного, который постепенно начинает слепнуть. В то же время Третий вызывает Какаси и поручает ему миссию по исследованию найденного убежища Оротимару. В убежище Какаси также встречает и Киноэ, которого якобы послали на такую же миссию. Они решают объединить свои усилия, но вскоре Киноэ раскрывает свою миссию и нападает на Какаси. Шокированный Какаси заявляет ему, что товарищи не должны убивать друг друга. На это Киноэ отвечает, что Хатакэ уже убил своего друга — Рин. В ярости Какаси приставляет Киноэ к земле и направляет на него свой Тидори. Киноэ вспоминает своё прошлое, а также его вербовку в «Корень АНБУ», и говорит Какаси, что если тот желает, то может убить его. |     |                                                                    |                              |                      |
| 576 | 356 | Синоби Конохи «Коноха-но Синоби» (木ノ葉の忍)                      | Нет (филлер)                 | 20 марта 2014 года   |
| Когда Какаси выводит связанного Киноэ из убежища Оротимару, ломается один из стеклянных бункеров, и из него выползает гигантский змей. Он тут же нападает на Какаси и проглатывает Киноэ. Какаси удаётся спасти его, одолев змея с помощью Тидори. Мёртвое тело змея начинает источать яд, это сильно ослабляет Какаси. Киноэ удаётся увести его в безопасное место и спасти путём введения противоядия. Не в силах выполнить миссию из-за дружбы с Какаси, Киноэ оставляет ему записку с объяснением намерений. Киноэ возвращается к Дандзо и вручает ему поддельный глаз. Увидев моральные изменения в Киноэ, Дандзо в ярости приказывает наложить на него проклятую печать. Какаси сообщает Третьему об инциденте, и Хирудзэн посылает его и Югао с повесткой к Дандзо. В Корне их останавливают её члены и сообщают им, что Дандзо отсутствует. Какаси приказывает Югао доложить об этом Третьему, а сам, оглушив охрану, проникает вглубь здания и спасает Киноэ. На выходе их окружают члены Корня во главе с Дандзо с намерением убить. Хирудзэн вовремя прибывает на место и убеждает Дандзо отдать ему Киноэ под свой надзор. Хотя Дандзо соглашается с ним, он отказывает в снятии проклятой печати с Киноэ. На следующий день Киноэ — под новым именем «Тэндзо» — официально становится членом АНБУ под руководством Какаси. |     |                                                                    |                              |                      |
| 577 | 357 | Утиха АНБУ «Амбу-но Утиха» (暗部のうちは)                          | Нет (филлер)                 | 3 апреля 2014 года   |
| По рекомендации Дандзо в АНБУ поступает Итати Утиха. Из-за его слишком юного возраста (11 лет) члены команды Какаси решают проверить его навыки и готовность. Между тем Гай подаёт заявку для зачисления в АНБУ, но Третий отказывает ему. Дандзо также отклоняет его запрос, сославшись на отсутствие тьмы. Фугаку поздравляет своего сына Итати с поступлением, а также напоминает о его клановых обязательствах. Дандзо поручает Итати докладывать о действиях клана Утиха. Хирудзэн и Дандзо организовывают двустороннюю миссию против отряда Хання: синоби Конохи под руководством Гая отправятся на встречу для обмена свитков в знак доверия, а Какаси и Итати — с целью убийства в случае предательства. Как и предполагал Дандзо, отряд Хання нарушил договор и напал на команду Гая, но был повержен Какаси и Итати. Гай, увидев, как Какаси и Итати безжалостно выполняют свою часть миссии, заявляет Третьему, что АНБУ также не подходит для Какаси. Между тем, в храме Нака, на встрече клана Утиха, Итати проводит отчёт, где замечает каменный монумент. |     |                                                                    |                              |                      |
| 578 | 358 | Государственный переворот «Ку:дэта:» (クーデター)                  | Нет (филлер)                 | 10 апреля 2014 года  |
| Какаси приводит Итати к пункту слежки за кланом Утиха, организованному после нападения Девятихвостого. Итати говорит, что клан знает об этой слежке. Вследствие этого Полиция клана Утиха в отместку за обвинения в инциденте арестовывает жителей даже за самые мелкие пакости. Третий приказывает Сисуи наложить гэндзюцу Кото Амацуками на Фугаку во время собрания клана Утиха. Дандзо заявляет, что такой подход бесполезен, и силой отбирает глаз молодого Утихи. У реки Нака Сисуи рассказывает обо всём Итати и, отдав ему свой правый глаз, поручает защиту деревни и клана. Сисуи совершает самоубийство, бросившись в реку ущелья. Итати пробуждает свой мангэкё сяринган. Самоубийство Сисуи подрывает боевую мощь клана Утиха, и это временно останавливает подготовку к перевороту. С помощью силы своих глаз Итати изучает старинный каменный монумент в храме Нака. |     |                                                                    |                              |                      |
| 579 | 359 | Ночь трагедии «Сангэки-но Ёру» (惨劇の夜)                          | Нет (филлер)                 | 17 апреля 2014 года  |
| Дандзо назначает Итати капитаном, заменив его место в команде Ро Югао Удзуки. Позже Какаси предупреждает Итати не ввязываться в политические дела начальства. Хирудзэн сообщает Какаси, что некто проник в Коноху, минуя барьер. Сигналы тревоги поступали из области, где живут Утиха. Заручившись поддержкой Гая, Какаси отправляется в этот район и замечает напряжённую атмосферу в клане Утиха. Итати отчитывается перед начальством о намерении Утиха совершить этой ночью переворот и получает неофициальный приказ от Дандзо уничтожить клан во благо деревни. Итати встречается с человеком в маске, «Мадарой Утиха», и вместе с ним вырезает весь клан, оставив в живых только Саскэ. АНБУ слишком поздно подоспевают на место трагедии. Итати предупреждает Дандзо не трогать Саскэ, иначе он передаст врагам информацию о Конохе. Позже, во время тайной встречи с Третьим, Итати говорит о своих намерениях вступить в ряды Акацуки и продолжать защищать свою деревню из тени. Третий решает не менять барьерный код, чтобы Итати смог свободно приходить в деревню, если есть беспокойства насчёт безопасности Саскэ. Третий освобождает Какаси от должности в АНБУ и назначает его дзёнином-наставником. |     |                                                                    |                              |                      |
| 580 | 360 | Дзёнин-наставник «Танто: Дзё:нин» (担当上忍)                       | Филлер + 607                 | 24 апреля 2014 года  |
| Освободившись от своих обязанностей в АНБУ, Какаси становится дзёнином и тренером гэнинов. Вспомнив свои прошлые ошибки в дни его обучения у Минато Намикадзэ, он пытается создать свой путь в обучении своих кандидатов. Но никто из его потенциальных учеников не проходит тест с бубенцами: одна из групп из-за отсутствия командной работы, а другая — из-за бездумного следования правилам. Между тем, Гай успешно обучает трио молодых синоби: Рок Ли, Нэдзи Хюга и Тэн-Тэн. Позже Какаси встречает своих бывших учеников, и те благодарят его за уроки на тесте с бубенцами. В магазине Данго Хирудзэн показывает Асуме, Курэнай и Гаю новую команду гэнинов для Какаси: Сакура Харуно, Саскэ Утиха и Наруто Удзумаки. |     |                                                                    |                              |                      |
| 581 | 361 | Команда № 7 «Дайнанахан» (第七班)                                  | Филлер / Флешбэк             | 8 мая 2014 года      |
| Хирудзэн сообщает Какаси о его назначении в новую команду гэнинов. Какаси начинает колебаться, но заинтересовался, когда Третий упомянул, что в команде состоит сын Минато. Хирудзэн и Какаси осуществляют визиты в комнаты будущих гэнинов. Третий отмечает, что состав он создал, исходя из команды Саннинов. Какаси принимает на обучение новых студентов. Асума и Курэнай забирают из Академии своих учеников. Пока Наруто, Саскэ и Сакура в Академии ожидают своего учителя, Какаси посещает Мемориальный камень и встречает там Тэндзо, который отмечает изменение в его натуре. Прибыв в Академию, Какаси оценивает своих новых учеников и заключает отсутствие у них командной работы. Однако, к счастью Какаси, Наруто, Саскэ и Сакура успешно проходят тест. |     |                                                                    |                              |                      |